# Belwaarde (Suriname)

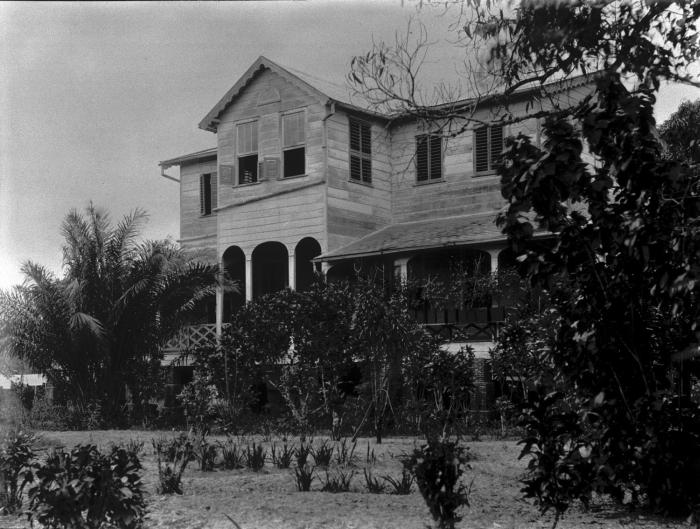
Woonhuis op plantage Belwaarde.

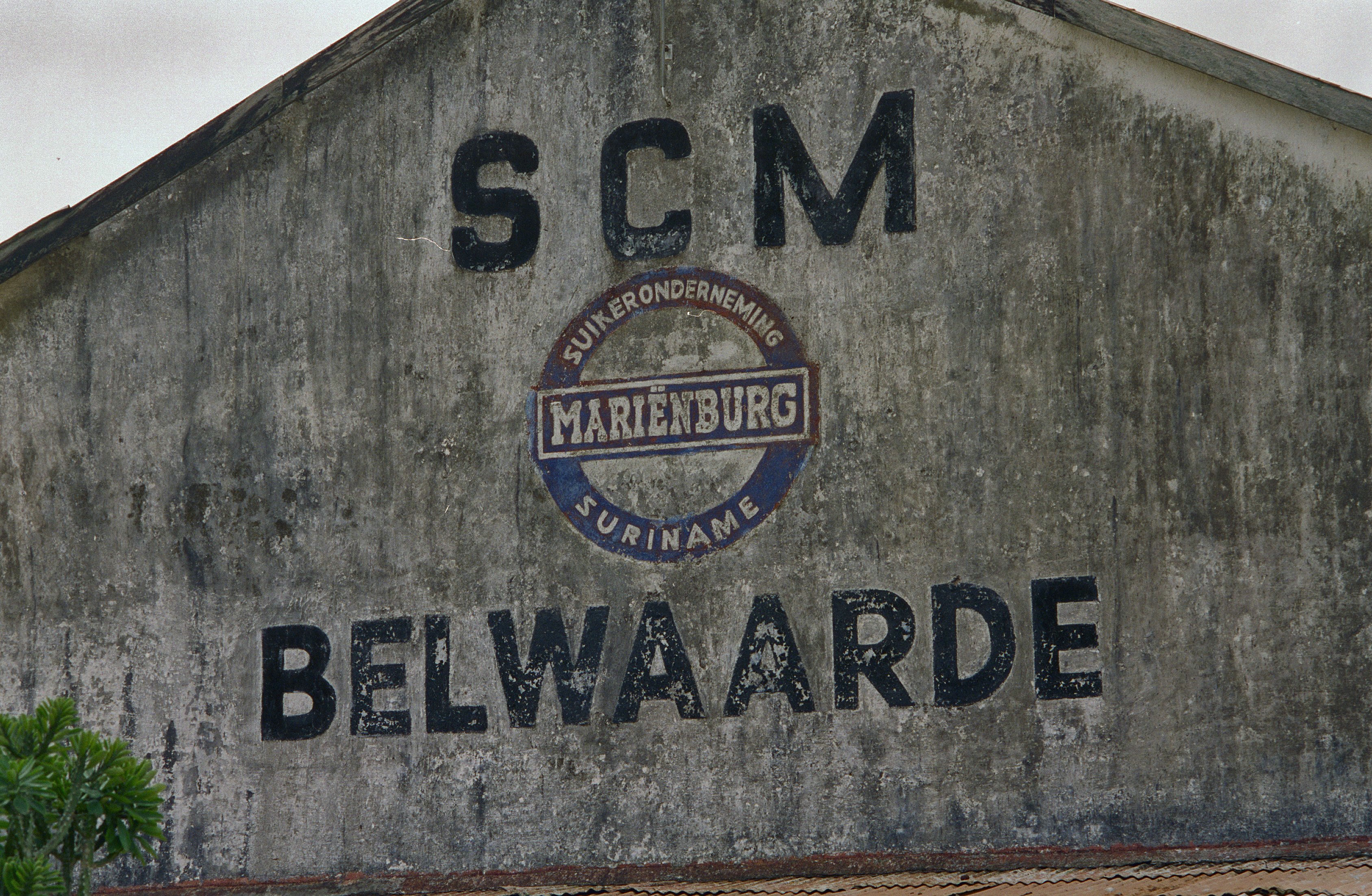
Tekst op gevel hoofdgebouw S C M Belwaarde.

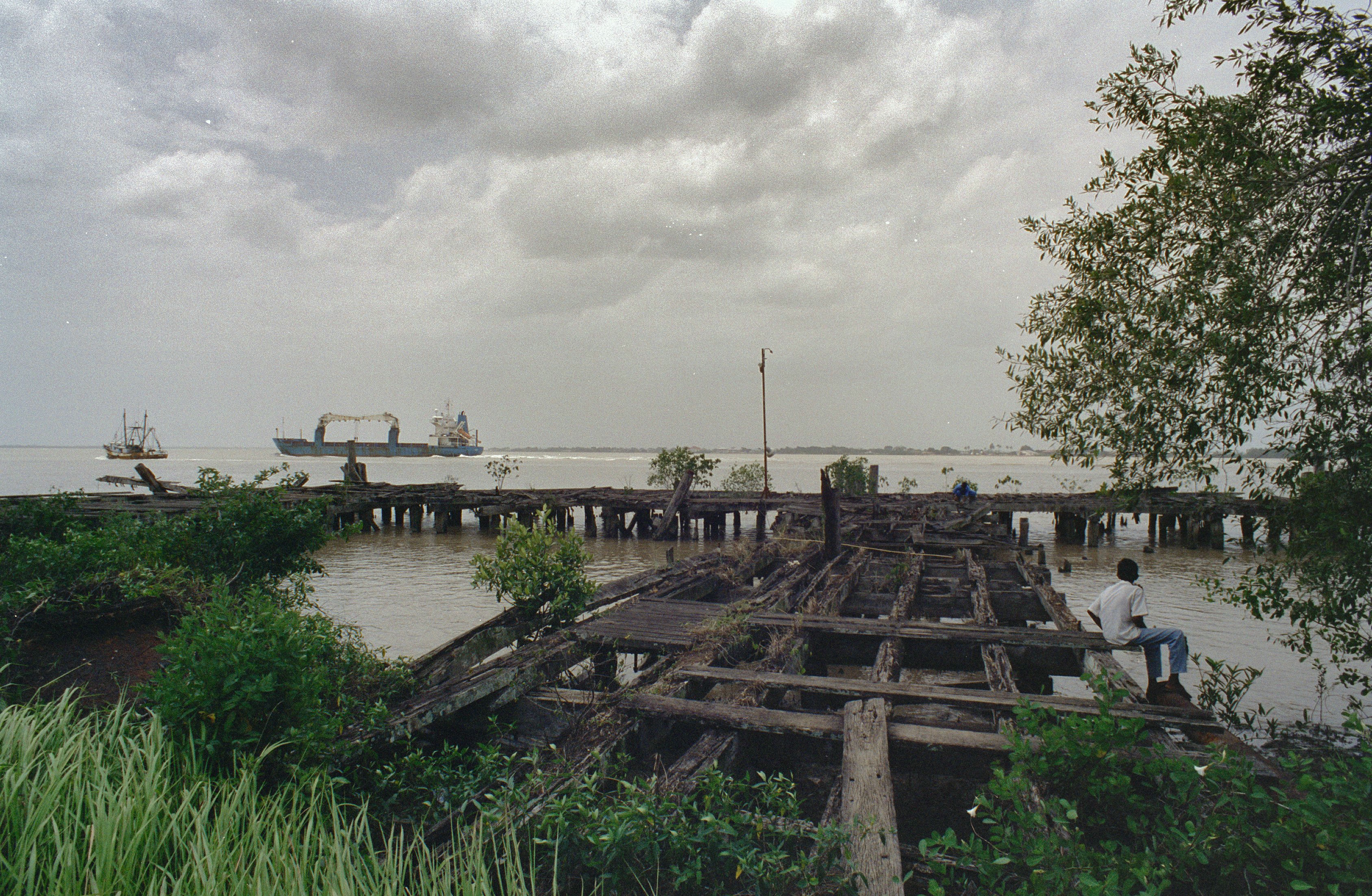
Zicht op steiger naar open water.

Belwaarde was van oorsprong een koffieplantage aan de rechteroever van de Surinamerivier in het district Commewijne in Suriname. De plantage lag tussen de plantages Lust en Rust en Clevia. In de loop der tijd zijn op Belwaarde verschillende gewassen verbouwd, tot ver in de 20e eeuw. Thans ligt er een woonwijk.

## Koffieplantage
Met de bouw van Fort Nieuw-Amsterdam tussen 1734 en 1747 bij de samenstroom van de Commewijne en Surinamerivier kreeg ook de benedenloop van de Surinamerivier een betere bescherming tegen indringers. Er werden toen initiatieven ontplooid om plantages in cultuur te brengen. Zo ontstonden o.a. Jagtlust, Dordrecht, Belwaarde en Clevia. Maar eerst moest de grond door de Gouverneur van Suriname worden uitgegeven door middel van een “warrand”, voorzien van een meetbrief. De gronden werden toen ook beschreven.
De grond werd omstreeks 1750 uitgegeven aan Jan Jacob Mauricius, de toenmalige gouverneur van Suriname. Hij noemde de plantage Belwaerder. In 1762 werd er een tweede concessie verleend en de plantage was toen 1000 akkers (ca. 430 ha) groot. Na zijn overlijden in 1768 werd zijn weduwe, Alida Pauw, voor korte tijd de eigenaresse. Zij verkocht de plantage al binnen een jaar aan de vrije zwarte Elisabeth Samson, die al eigenaresse van de buurplantage Clevia was. Elisabeth overleed in 1771 en het bezit gaat over naar haar zus Nanette. Deze raakte al snel in grote financiële moeilijkheden en zij moest de plantage in 1771 onder hypotheek stellen. De hypotheek werd verstrekt door het negociatiefonds van Pieter Rijdenius & zoon te Amsterdam. Zij droegen de hypotheek daarna over aan het negociatiefonds van Marcus van Arp. Dit fonds was rond die tijd in het bezit van een tiental plantages in Suriname. In 1780 werd Belwaarde, samen met Welgemoed en Toevlugt te koop aangeboden. Vanaf 1809 stond de plantage wederom enige tijd te koop.
Rond 1820 was Belwaarde nog steeds een koffieplantage met als eigenaar Turrel Tuffs. Hij verkocht de plantage  tussen 1821 en 1825 aan J.L. Gardé. Deze doet niets aan de plantage want gedurende zijn bezit meldt de Surinaamsche Almanak dat de plantage als kostgrond gebruikt wordt. Gardé was in die tijd majoor in de burger-militie van Paramaribo. Hij was ook eigenaar van een stoomgedreven houtzaagmolen op Andresa aan de Kalabasjeskreek uitmondend op de Coppename.

## Suikerplantage
In 1833 werd de plantage opgekocht door J. Leach. Hij liet de koffiestruiken rooien en vormde de plantage om tot een suikerplantage. In die tijd werd er ook een stoommachine geplaatst. In 1843 overleed Leach. De plantage werd gekocht door de koopman en planter Alexander Macintosh uit Inverness in Schotland. De slaven die op de plantage werkzaam waren werden tewerkgesteld op Leliëndaal, die hij gelijk met Belwaarde gekocht had. Bij de emancipatie in 1863 waren er 187 slaven op de plantage. De eigenaren waren toen leden van de familie Thurkow, die de staat van tegemoetkoming voor de vrijverklaarde slaven ontvingen. 

## Cacaoplantage
In 1871 werd de plantage weer geveild, dit keer als een bananen- en cacaoplantage.
In 1883 werd de toen ca. 600 ha grote cacaoplantage Belwaarde geveild. De nieuwe eigenaar werd de familie Green. Zij waren al eigenaars van de cacaoplantages Dankbaarheid, Killenstein, De Drie Gebroeders en La Fortuna.
In 1896 werd de plantage opgekocht door de Nederlandsche Handel-Maatschappij. Voor de aanvoer van het suikerriet legde de maatschappij een twaalf kilometer lange spoorweg aan voor afvoer van de productie naar Belwaarde. Vanaf dat punt vervoerden schepen de suiker naar Europa. Dit was de eerste spoorverbinding in Suriname.

## Rubberplantage
In 1907 werd Belwaarde voor 45.000 gulden verkocht aan The Thom en Cameron Ltd, een handelsorganisatie uit Glasgow. Deze maatschappij verkocht Belwaarde weer aan de Belwaarde Rubber and Cocoa Plantations Limited. Het doel van deze organisatie was om op grote schaal rubber te gaan telen door  jaarlijks 150 akkers aan te planten. Omdat de leiding van de plantage weigerde voedingsgewassen te verbouwen was Belwaarde een van de weinige plantages die niet in aanmerking kwam voor de toewijzing van Indische arbeiders.

## Citrusvruchten, pindas
In 1929 kwam de plantage voor het bedrag van 100.000 gulden weer in Nederlandse handen. De nieuwe eigenaar was de Landbouwmaatschappij Voorburg uit Nijmegen, die ook de buurplantage Suzanna's Daal had gekocht. Een van de aandeelhouders was J.F.C. Arntz, lid van de eerste Kamer en eigenaar van plantage Voorburg. In 1938 bevond zich op de plantage een ziekenhuis en een school van de Franciscanessen van Oudenbosch.
In 1950 was Belwaarde nog een van 31 plantages in Suriname die koffie produceerde. De productie in het hele land was in de periode 1940-1946 echter met ongeveer 90 procent gedaald.
De Landbouwmaatschappij Voorburg had in de jaren vijftig  meer dan 100 hectare citrus in beheer. Omdat de teelt verlies opleverde kon de maatschappij de arbeiders niet meer uitbetalen. De teelt werd ingekrompen en een gedeelte van de Indonesische  arbeiders werd ontslagen. Een andere gedeelte kreeg werk op Marienburg.
In 1964 droeg de Nederlandse Handelsmaatschappij de plantage over aan Tiedeman & Van Kerchem, een dochteronderneming van de Rubber Cultuur Maatschappij Amsterdam. Het doel van de eigenaren was  de suikerproductie flink te vergroten. In 1978 werd er pinda op Belwaarde geteeld.

## Woonwijk
Tegenwoordig ligt op de plaats van de voormalige plantage de woonwijk Palm Village.
A la bonne heure · Anna's Zorg · Akkerboom · Alliance · Alkmaar · Andresa · Auka · Andreesgift · Bantaskine · Barbados · Batavia · Beekenhorst · Belladrum · Bellevue · Belwaarde · Beninenburg · Berg en Dal · Bergen op Zoom · Berlijn (Commewijne) · Berlijn (Para) · Bethlehem · Boksweide · Boston · Botany Bay · Boxel · Bronswijk · Brouwerslust · Bruinendaal · Bucklebury · Buitenrust · Burnside · Cadrosspark · Caledonia · Campenburg · Cannewapibo · Catharina Sophia · Clevia  · Cliffort-Kokshoven · Clyde · Concordia · Concordia en een Kwart Lot · Courcabo · De Dageraad · De Goede Vriendschap · De Resolutie · De Vier Hendrikken · Diamond · Dijkveld · Domburg · Dordrecht · Eendragt · Elisabeth's Hoop · Ellen · L'Espérance (Nickerierivier) · L'Espérance (Surinamerivier) · Esthersrust · Fairfield · Fortuin · Flora · Florentia · Frederiksburg · Frederiksdorp · Frederikslust · Geertruidenberg · Geyersvlijt · Glensander · Gloria · Groot Chatillon · Groot Marseille · Guadeloupe · Hague · Hamburg · Hamilton · Hamptoncourt · Hannover · Hazard · Hebron · Hecht en Sterk · Hooyland · Hope · Houttuin · Huntly · Huwelijkszorg · Inverness · Jagtlust · Jodensavanne · Johan & Margaretha · Johanna Catharina · Johanna Maria · Johannesburg · John · Katwijk · Kent · Kerkshoven · Killenstein · Klein Bellevue · Kleinhoop · Krappahoek · Kroonenburg · Kwatta · La Jalousie · La Prosperité · La Rencontre · La Ressource (Saramacca) · La Ressource (Surinamerivier) · La Singularité · Laarwijk · Leasowes · Leliëndaal · Leonsberg · Livorno · Longmay · Lunenburg · Lust en Rust · Lustrijk · Maasstroom · Margarethenburg · Maria Petronella · Mariënbosch · Mariënburg · Margaretha's Gift · Mary's Hope · Meerzorg · Merveille · Moed en Kommer · Mon Bijou · Mon Souci · Mon Trésor · Monnikendam · Mopentibo · Morgenster · Moy · Nieuw Mocha · Nieuwzorg · Nieuwe Aanleg · De Nieuwe Grond · Nijd en Spijt · Novar · Nursery · Nut en Schadelijk · Onoribo · Onverwacht · Oranibo · Ornamibo · Overbrug · Overtoom 
· Oxford · Palestina · Paradise · Persévérance · Petersburg · Picardië · Peperpot · Pieterszorg · Plaisance · Poelwijk · Potosie · Purmerend · Reijnsdorp · Reijnsfort · Rijnberk · Roosenburg · Rorac · Rust en Werk · Rustenburg · Saltzhalen · Sans Souci · Saphir · Sarah · Sardam · Schaapstede · Schoonoord · Sinabo en Gelre · Sint Barbara · Sint Eustatius · Slootwijk · Sorgvliet · Spieringshoek · Standvastigheid · Suidwijn · Suzanna's Daal · Toevlugt (Surinamerivier) · Tout Lui Faut · Toledo · Totness · Tyronne · 't Vertrouwen · Victoria · Vierkinderen · Visserszorg · Voorburg · Voorzorg (Saramacca) · Vossenburg · Vredenburg · Vriendsbeleid en Ouderzorg · Vreeland · Waltonhall · Waldijk · Waterloo · Wederzorg · Welbedacht · Welgelegen (Commewijne) · Welgelegen (Coronie) · Welgevallen · Weltevreden · Wolffs Capoerica · Wolfenbüttel · 't Ylant · Zoelen · Zorg en Hoop (hout) · Zorg en Hoop (indigo) · Zorg en Hoop (katoen) · Zorg en Hoop (suiker)